# 点刻

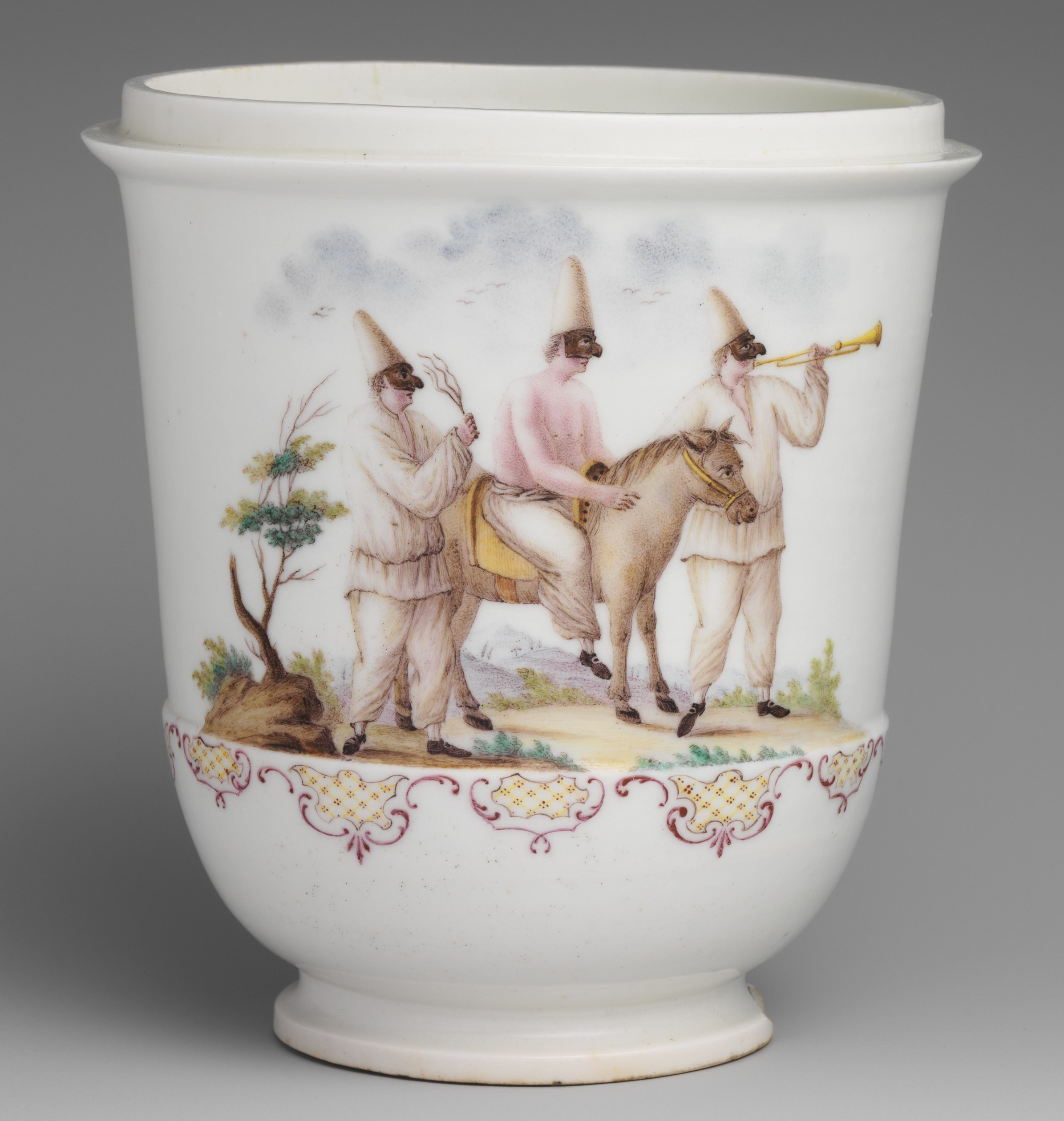
ジョヴァンニカゼッリの点刻スタイルで描かれたカポディモンテ磁器の壺。コンメディア・デラルテのプルチネッラの3体の人物（1745-50年）

点刻（てんこく）またはスティップリング（英語: stippling）とは、小さな点を使用して、固さの程度や陰影をシミュレートするパターンを作成すること。このようなパターンは自然界で発生する可能性があり、これらの効果はアーティストによって頻繁にエミュレートされる。

## 美術

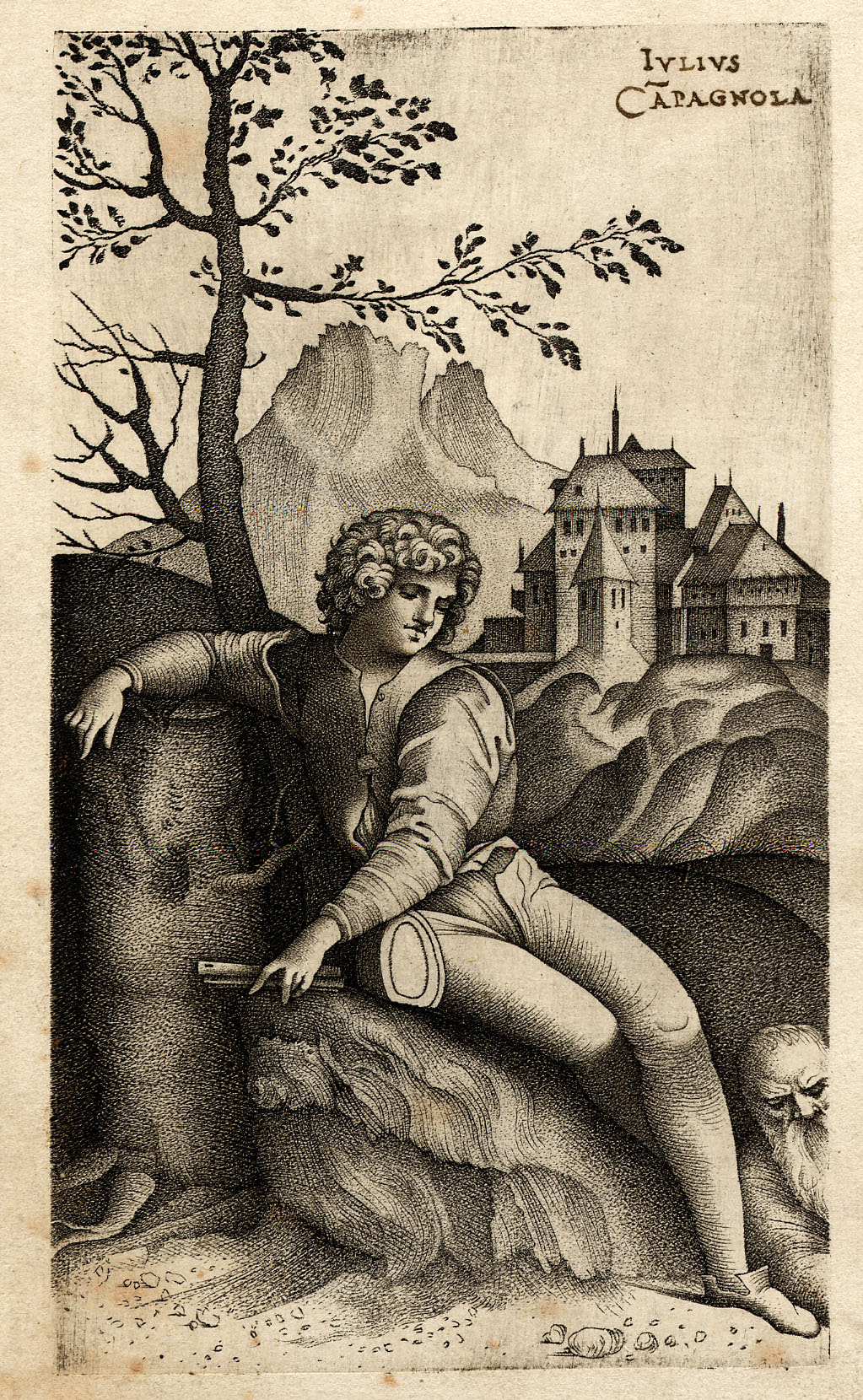
若い羊飼い、ジュリオ・カンパニョーラによる点刻技法を使用した彫刻（1510年頃）

ドローイングやペインティングでは、ドットは淡色の顔料でできており、ペンやブラシで塗られる。ドットの密度が高いほど、見た目の色合いは暗くなり、顔料が表面よりも明るい場合は明るくなる。これは、異なる色のドットを使用してブレンドされた色をシミュレートする点描画に似ているが、それとは異なる。

## 植物学

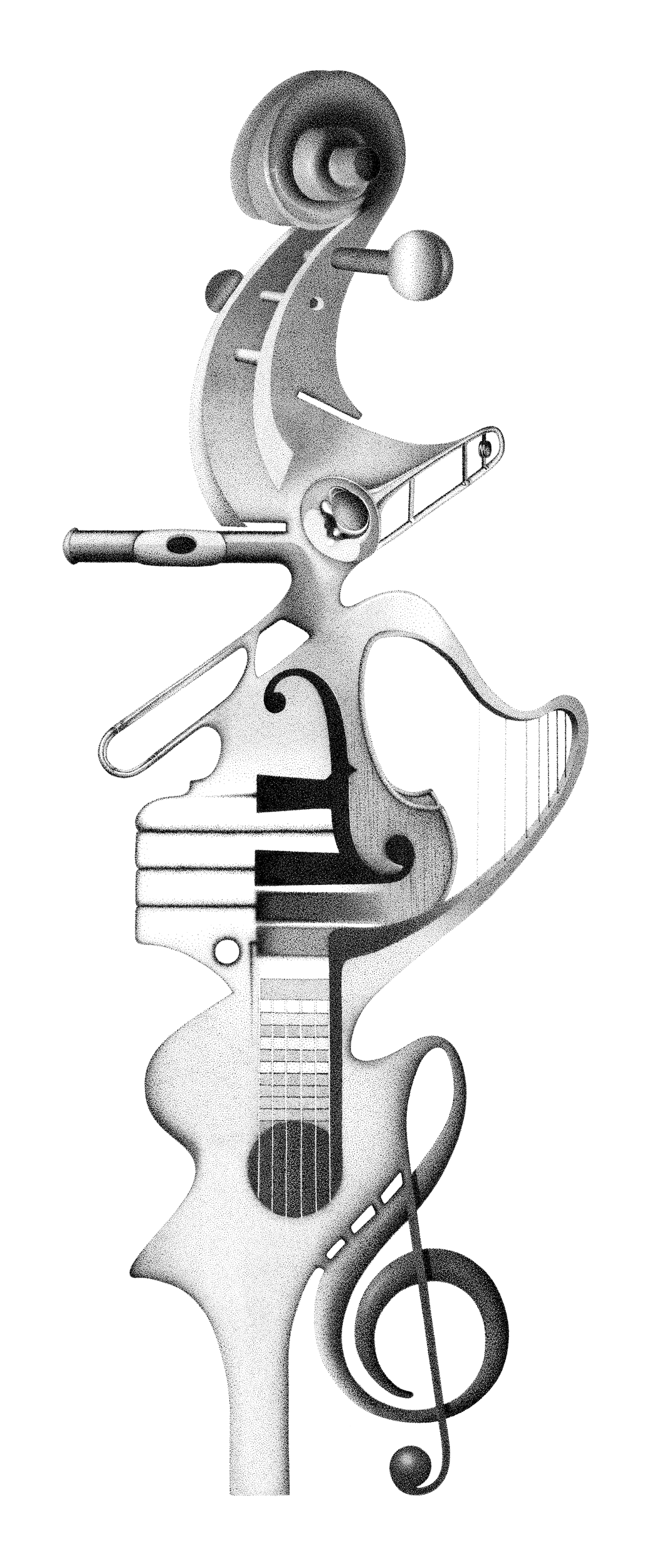
点刻技法を使って描いた音楽的要素のある芸術作品

植物種の説明では、点描は、特に顕花植物の場合、花びらやがく片に発生する自然界で生成される一種のパターン。これらは、しばしば複雑なパターンを生成するアートワークのドットパターンに似ている。例は、カリフォルニア固有のユリであるカロチョルトゥス・ルテウスの花びらの内側の基部に見ることができる。

## 他用途
法医学では、点描とは、発射された銃器に近接した結果として皮膚に焼き付けられた射撃残渣のパターンを指す。